# Senafe
Senafe (Tigrinya ሰንዓፈ, arabisch سنعفي oder صنعفي) ist eine Marktstadt im Süden Eritreas, am Rande des äthiopischen Hochlandes. Die Region wird von Saho und Tigrinya bewohnt.
Senafe ist bekannt für die Ruinen von Metera (auch bekannt als Balaw Kalaw), die Felsenkirche von Enda-Tradqan und das Kloster von Debre Libanos (erbaut im sechsten Jahrhundert).

## Geschichte
Der ursprüngliche Name der Stadt war Hakir. Die Lokalgeschichte überliefert, dass der heutige Name auf einen Mann namens Abdulla aus Sanaa im Jemen zurückgeht. Er soll im Awdie-Viertel von Hakir gewohnt und eine einheimische Frau geheiratet haben, wobei er bei der Hochzeit Sana-fen sagte – „wo ist Sanaa“ auf Arabisch –, was sich auf seine Heimatstadt bezog. Seine Abkömmlinge bilden einen Stamm namens Saanafè.
Eine Karte von 1454 zeigt Senafe am Rande von Tigray, über Straßen mit Aksum im Westen und dem Ashangisee im Süden verbunden.
Senafe wird in einer Urkunde zur Landvergabe von 1794/95 an Ras Wolde Selassie vom äthiopischen Kaiser Tekle Giyorgis erwähnt.
Clements Markham zufolge, der das Gebiet im Rahmen der Britischen Äthiopienexpedition von 1868 besuchte, hatte Senafe etwa 240 Bewohner, die in einem Dutzend Häuser lebten. A.J. Shepherd beschrieb die Stadt 1869 als „zwölf bis vierzehn bienenstockförmige Gebäude und ebenso viele kleine Speicher“. Während der italienischen Herrschaft über Eritrea wuchs die Stadt, 1891 schätzte Alamanni die Bevölkerung auf 1500. Bis 1938 soll die Einwohnerzahl auf 2000 gestiegen sein.
Zu Beginn des Italienisch-Äthiopischen Krieges erlitten die Truppen des äthiopischen Statthalters von Tigray in der Schlacht von Senafe (1895) eine folgenschwere Niederlage. Während des eritreischen Unabhängigkeitskrieges und während des Eritreisch-Äthiopischen Krieges wurde Senafe später schwer beschädigt.